# Zbigniew Jasiukiewicz
Zbigniew Jasiukiewicz [ˈzbʲigɲɛf jaɕuˈcɛvʲiʧ] (* 13. Oktober 1947 in Nowogród Bobrzański, Polen; † 10. März 2005 in Moers, Deutschland) war ein polnischer Volleyballspieler und -trainer.

## Leben
Jasiukiewicz bestritt 162 Spiele für die polnische Volleyball-Nationalmannschaft, mit der bei den Olympischen Sommerspielen 1968 in Mexiko Platz fünf belegte. Bei den Europameisterschaften gewann er 1967 in der Türkei Bronze und 1975 in Jugoslawien Silber.
In Polen spielte er zunächst für AZS AWF Warszawa. Ab 1970 war er bei Resovia Rzeszów aktiv, wo er viermal polnischer Meister (1971, 1972, 1974, 1975) und  einmal Vizemeister (1973) wurde. Außerdem gewann er 1975 den polnischen Pokal. International stand er 1973 im Finale des Europapokals der Landesmeister und wurde 1974 Dritter im Europapokal der Pokalsieger. Später spielte er in Schweden und in Deutschland, wo er für den SC Fortuna Bonn und den VBC Paderborn in der Bundesliga aktiv war.
Nach Beendigung seiner aktiven Laufbahn wurde Jasiukiewicz Trainer in Deutschland. In der Zeit vom Oktober 1983 bis zum August 1987 trainierte er die deutsche Nationalmannschaft der Männer und teilweise parallel dazu von 1985 bis 1989 den VBC Paderborn. 1990 holte ihn Manager Kaweh Niroomand zum SCC Berlin, wo er bis Januar 1992 Trainer war. Von 1996 bis 2000 trainierte er den Moerser SC.